# ベルンハルト・ルスト
ベルンハルト・ルスト（Bernhard Rust、1883年9月30日 — 1945年5月8日）は、ドイツ国の政治家。ヒトラー内閣の科学・教育・文化大臣（de:Reichsministerium für Wissenschaft, Erziehung und Volksbildung）。

## 経歴
ハノーファー出身。ベルリン大学やミュンヘン大学で哲学や言語、歴史を学び、哲学の博士号を取得した。
1908年に教師の資格を取得してハノーファーのギムナジウムの教師となった。第一次世界大戦中はドイツ陸軍に従軍し、一級鉄十字章と二級鉄十字章、ホーエンツォレルン家勲章を受けた。戦傷で頭部を負傷し、脳に損傷を受けた。
1922年に国家社会主義ドイツ労働者党（ナチス党）に入党。1925年に北ハノーファー大管区指導者となり、さらに1928年には改組された南ハノーファー・ブラウンシュヴァイクの大管区指導者となる。この地位は1940年12月8日にハルトマン・ラウターバッハーと交代するまで保持した。1930年の国会選挙でナチ党の国会議員となる。
ナチ党政権誕生後の1933年2月4日にプロイセン州科学・教育・文化大臣に任命された。その後、強制的同一化政策の中で各州にあった教育行政の権限がドイツ中央政府に集められ、科学・教育・文化省が新設され、1934年5月1日にルストが科学・教育・文化大臣に任命された。
ルストはドイツの新しい教育のシンボルとして教師と子供たちの間の挨拶をナチス式敬礼に統一させた。またナチスの未来の指導者を育てるための新しい学校ナポラを30か所以上に創設させている。ルストは「教育の全機能は国民社会主義者を作るためにある」と公言していた。
また、ルストはドイツの大学からユダヤ人や政治的敵対勢力の学者1000人以上を追放した。アルベルト・アインシュタイン、ジェイムス・フランク、フリッツ・ハーバー、オットー・マイヤーホフ、オットー・ワールブルクなどのノーベル賞受賞者がドイツの大学を追われている。ルストは非アーリア人の科学は似非科学であると信じており、「ユダヤ人と黒人は似非科学でドイツ人科学者と同じ世界にいるつもりでいる」と批判している。
ルストは人種学を必須教科にするなどナチ人種理論教育の徹底を図った。
ナチ党政権下のドイツは同じ行政権限の競合や分裂が目立つが、教育行政も同様だった。ルストの教育行政権は他の党幹部に浸食されてかなり制限されていた。全体的にいってルストは教育行政において周辺的存在でしかなかった。一番ルストの権限を奪っていたのはナチ党青少年全国指導者にしてヒトラー・ユーゲント指導者であるバルドゥール・フォン・シーラッハであった。1936年12月1日にはルストの反対にもかかわらず、シーラッハの強い希望で「ヒトラー・ユーゲント法」が導入された。この法律によってヒトラー・ユーゲントは国家の組織となり、全ドイツ青少年にヒトラー・ユーゲントへの参加が義務付けられた。そしてその教育はシーラッハに委託された。ルストはこれを学校教育を危うくするものとして大反対したのだが、ヒトラーがシーラッハを支持した結果、同法が公布されることとなった。
戦争末期にはドイツはもはや教育どころではなく、幼い学生たちも米英軍の空爆に対する防空任務に駆り出されることとなった。しかしルストはこれに反対し、ナチ党官房長マルティン・ボルマンの賛同を得た結果、大幅に時間短縮されながらも防空陣地で子供たちの授業が行われることとなった。
ベルリン陥落後にフレンスブルク政権に合流するも睡眠薬自殺を図る。だが未遂に終わってシュレースヴィヒの病院で療養することとなり、ドイツが無条件降伏した1945年5月8日に病院を脫け出して拳銃自殺した。